# Морис Аладжем
Морис Жак Аладжем е български композитор на поп музика, цигулар, саксофонист и художествен ръководител на оркестър. С творчеството си като композитор и аранжор на поп, театрални, детски и други песни и инструментални пиеси е сред авторите, които формират облика на българската поп песен през 1960-те и 1970-те години и създават хитове.

## Биография
Морис Аладжем е роден на 18 август 1932 г. в София. Музикалното му образование започва от 5-годишна възраст – цигулка (ученик е на Ив. Торчанов, Хр. Петков и Д. Петков). От малък свири на цигулка, а на саксофон – от 1951 г. Като ученик е концертмайстор на оркестъра на Първа мъжка гимназия в София. По това време се появяват първите му художествени произведения – увертюрата „Изгубено лято“ и концерт за цигулка и струнен квартет. С поп музика Аладжем се занимава от 1952 г. – свири в Студентския естраден оркестър към Клуба на културните дейци в София.
Завършва Инженерно-строителния институт в София през 1956 г. Започва да аранжира песни от 1956 г. – предимно за ЕОКТР (или ЕОБРТ, сега Биг бенд на БНР) и оркестър „Балкантон“. Първата му оркестрова пиеса е „Мечти“ (1960), а първата песен – „Влюбеният телефон“ (1961) по текст на Надя Кехлибарева в изпълнение на Мария Мицева под съпровода на Биг бенда на БНР и диригентството на Димитър Ганев. По същото време пише и Пиеса за тенор саксофон и оркестър.
През 1962 г. големият български музикант Димитър Ганев го кани заедно с Тончо Русев и Недко Трошанов в основания от него по това време оркестър „Балкантон”. Участва като саксофонист в „Джазът на младите“ (1953 – 1956), ЕО на КТР (1960 – 1962), оркестър „Балкантон“ (1962 – 1972), главен художествен ръководител на оркестър „Младост“ при ГУСВ (1974 – 1976). Главен художествен ръководител на дирекция „Българска естрада“ (1980 – 1985). Член на СБК от 1970 г. и секретар на бюрото на Кабинета за поп музика към Съюза на българските композитори.
Работи с видни дейци на българската поп музика и джаза, като Сашо Сладура, Димитър Ганев и Леа Иванова, а също така с Биг бенда на Българското национално радио. През 1978 г., съвместно с Александър Владигеров, оркестрира мюзикъла на Алексис Вайсенберг „Фугата“, поставен през 1979 г. в Париж и издаден от френската фирма „Pathe Marconi“ (1980).
Морис Аладжем е създал над четиристотин песни. Негови песни са изпълнявали едни от най-големите имена на популярната музика в България – Паша Христова, Лили Иванова, Мустафа Чаушев, Панайот Панайотов, Йорданка Христова, Росица Кирилова, дует „Ритон“, Васил Найденов, Тодор Колев, Георги Христов, Бисер Киров, Деян и Бойко Неделчеви, Емил Димитров, Маргарита Горанова, Доника Венкова и мн. други.
Носител е на много престижни награди и отличия както в България, така и в чужбина, като фестивала „Златният Орфей“ и конкурса „Мелодия на годината“, орден „Кирил и Методий“ – I степен (1982), трета награда на „Златния Орфей“ (1970) за „Песен за трите желания“; трета (1972) и втора (1973) награди на радиоконкурса „Пролет“ за „Цвете на надеждата“ (същата песен е наградена с втора награда и сребърен трофей на фестивала в Касълбар, Ирландия – 1973 г.); награда на СБК за оркестровата пиеса „Танкино“ (1979); първа награда на СБК за поп песни (1984). Песента „Любов завинаги“ (т. Георги Начев, изп. Росица Кирилова) печели телевизионния конкурс „Мелодия на годината“ през 1984 г. На същия конкурс е печелил наградата на зрителите през 1971, 1973 и 1981 г. През 1995 г. получава голямата награда за цялостно творчество на „Златният Орфей“. Негови песни са издавани на грамофонни плочи, освен в България, в Куба, Германия, Югославия, Финландия, Великобритания и Испания. Огромни са заслугите на Морис Аладжем към българската поп сцена
През 2002 г. „Орфей мюзик“ издава компилацията „Колекция златна класика“, в която събира едни от най-хубавите творби на композитора, посветена на неговата 70-годишнина.
Умира на 21 ноември 2004 г. в София.

## Дискография
| Година | Албум                                             | Вид | Издател     | Каталожен номер |
| ------ | ------------------------------------------------- | --- | ----------- | --------------- |
| 1969   | „Забавна и танцова музика от Морис Аладжем“       | ЕP  | Балкантон   | ВТМ 6090        |
| 1972   | „Лили Иванова изпълнява песни от Морис Аладжем“   | SP  | Балкантон   | ВТК 2988        |
| 1972   | „Лили Иванова изпълнява песни от Морис Аладжем“   | SP  | Балкантон   | ВТК 2989        |
| 1978   | „Доника Венкова“                                  | SP  | Балкантон   | ВТК 3407        |
| 1978   | „Лили Иванова и Асен Гаргов“                      | SP  | Балкантон   | ВТК 3449        |
| 1980   | „Морис Аладжем. Детски забавни песни“             | LP  | Балкантон   | ВЕА 10396       |
| 1981   | „Морис Аладжем. Избрани песни“                    | LP  | Балкантон   | ВТА 10610       |
| 1983   | „Морис Аладжем. Избрани песни“                    | LP  | Балкантон   | ВТА 10996       |
| 1984   | „Песни Мориса Аладжема“ – издаден в СССР          | ЕP  | Мелодия     | С62 20981 001   |
| 1984   | „Песни Мориса Аладжема (НРБ)“ – издаден в СССР    | LP  | Мелодия     | С60 21101 006   |
| 1987   | „Млади изпълнители пеят песните на Морис Аладжем“ | LP  | Балкантон   | ВТА 12159       |
| 2002   | „Колекция златна класика“                         | CD  | Орфей мюзик | ORP CD 058      |

## Хитове на Морис Аладжем
| Година | Песен                    | Изпълнител                       | Текст              |
| ------ | ------------------------ | -------------------------------- | ------------------ |
| 1969   | „Юношата“                | Бисер Киров                      | Димитър Ценов      |
| 1969   | „Янтра“                  | Йорданка Христова/ Паша Христова | Димитър Ценов      |
| 1969   | „Момичетата“             | Борис Гуджунов                   | Димитър Ценов      |
| 1969   | „Сърце“                  | Лили Иванова                     | Димитър Ценов      |
| 1970   | „Песен за трите желания“ | Емилия Маркова                   | Димитър Василев    |
| 1972   | „Ръцете ти“              | Лили Иванова                     | Димитър Ценов      |
| 1972   | „Мое слънце“             | Мустафа Чаушев                   | Димитър Ценов      |
| 1972   | „Момчето и вятъра“       | Мустафа Чаушев                   | Димитър Ценов      |
| 1972   | „Двамата“                | Христо Кидиков                   | Димитър Ценов      |
| 1974   | „Човек живее с обич“     | Панайот Панайотов/ Цветан Панков | Димитър Ценов      |
| 1976   | „Художник“               | Доника Венкова                   | Веселин Ханчев     |
| 1978   | „Дали“                   | Лили Иванова и Асен Гаргов       | Жива Кюлджиева     |
| 1979   | „Фотография“             | Доника Венкова                   | Димитър Ценов      |
| 1980   | „Сърце за двама“         | Мустафа Чаушев                   | Георги Начев       |
| 1981   | „Обич“                   | Панайот Панайотов                | Тодор Анастасов    |
| 1981   | „Провинциални гари“      | Стефка Берова и Йордан Марчинков | Димитър Ценов      |
| 1981   | „Отвори ми“              | група „Кукери“                   | Павел Матев        |
| 1981   | „Златен ключ“            | Лили Иванова                     | Георги Начев       |
| 1981   | „Лодка ли е любовта“     | група „Сигнал“                   | Кръстю Станишев    |
| 1982   | „Слънчева жена“          | Мариана и Тодор Трайчеви         | Тодор Анастасов    |
| 1982   | „Жалба за младост“       | Тодор Колев                      | Михаил Белчев      |
| 1984   | „Любов завинаги“         | Росица Кирилова                  | Георги Начев       |
| 1986   | „Да обичаш не е грях“    | Георги Христов                   | Тодор Анастасов    |
| 1987   | „Елате ни на гости“      | дует „Ритон“                     | Венцислав Мартинов |
| 1990   | „Само с теб“             | Мустафа Чаушев                   | Тодор Анастасов    |
| 1995   | „Очи като магия“         | Деян и Бойко Неделчеви           | Тодор Анастасов    |
| 2002   | „Жарава“                 | Панайот Панайотов                | Тодор Анастасов    |